# Abdullah Al-Mayouf
Abdullah Ibrahim Al-Mayouf (in arabo عبد الله المعيوف‎?; 23 gennaio 1987) è un calciatore saudita, portiere dell'Al-Shabab.

## Carriera
Club
Al-Hilal
Al-Mayouf ha giocato nell' Al-Hilal durante le giovanili e per altri due periodi di tempo.
Al-Ahli
Ha giocato per 9 anni lì ed ha collezionato 75 presenze.

### Nazionale
È stato incluso nella lista dei convocati per il Campionato mondiale di calcio 2018. Dopo la prima partita (persa 5-0 contro la Russia padrona di casa) perde il posto da titolare.

## Statistiche

### Presenze e reti nei club
Statistiche aggiornate al 31 gennaio 2025
| Stagione        | Squadra         | Campionato      | Campionato | Campionato | Coppe nazionali | Coppe nazionali | Coppe nazionali | Coppe continentali | Coppe continentali | Coppe continentali | Altre coppe | Altre coppe | Altre coppe | Totale | Totale |
| Stagione        | Squadra         | Comp            | Pres       | Reti       | Comp            | Pres            | Reti            | Comp               | Pres               | Reti               | Comp        | Pres        | Reti        | Pres   | Reti   |
| --------------- | --------------- | --------------- | ---------- | ---------- | --------------- | --------------- | --------------- | ------------------ | ------------------ | ------------------ | ----------- | ----------- | ----------- | ------ | ------ |
| 2009-2010       | Al-Ahli         | SPL             | 7          | -10        | CS+KCC          | 4+0             | -6              | AFC                | 2                  | -5                 |             | -           | -           | 13     | -21    |
| 2010-2011       | Al-Ahli         | SPL             | 5          | -11        | CS+KCC          | 0               | 0               | -                  | -                  | -                  |             | -           | -           | 5      | -11    |
| 2011-2012       | Al-Ahli         | SPL             | 0          | -0         | CS+KCC          | 2+5             | 0+ -4           | AFC                | 10                 | -11                |             | -           | -           | 17     | -15    |
| 2012-2013       | Al-Ahli         | SPL             | 14         | -18        | CS+KCC          | 2+0             | -3              | AFC                | 8                  | -9                 |             | -           | -           | 24     | -30    |
| 2013-2014       | Al-Ahli         | SPL             | 23         | -20        | CS+KCC          | 2+6             | -2+ -6          | -                  | -                  | -                  |             | -           | -           | 31     | -28    |
| 2014-2015       | Al-Ahli         | SPL             | 25         | -21        | CS+KCC          | 5+2             | -2+ -1          | AFC                | 9                  | -10                |             | -           | -           | 41     | -34    |
| 2015-2016       | Al-Ahli         | SPL             | 4          | -5         | CS+KCC          | 0+2             | 0+ -1           | AFC                | 2                  | -3                 |             | -           | -           | 8      | -9     |
| Totale Al Ahli  | Totale Al Ahli  | Totale Al Ahli  | 78         | -85        |                 | 30              | -25             |                    | 31                 | -38                |             | -           | -           | 139    | -148   |
| 2016-2017       | Al-Hilal        | SPL             | 26         | -16        | CS+KCC          | 3+4             | -3+ -7          | AFC                | 14                 | -13                | SS          | 1           | -1          | 48     | -40    |
| 2017-2018       | Al-Hilal        | SPL             | 13         | -13        | KCC             | 0               | 0               | AFC                | 1                  | 0                  |             | -           | -           | 14     | -13    |
| 2018-2019       | Al-Hilal        | SPL             | 10         | -12        | CCA+KCC         | 0+2             | 0+ -2           | AFC                | 14                 | -14                | SS          | 0           | 0           | 26     | -28    |
| 2019-2020       | Al-Hilal        | SPL             | 27         | -24        | KCC             | 4               | -5              | AFC                | 5                  | -2                 | CM          | 3           | -5          | 39     | -36    |
| 2020-2021       | Al-Hilal        | SPL             | 19         | -18        | KCC             | 0               | 0               | AFC                | 10                 | -10                | SS          | 1           | -3          | 30     | -31    |
| 2021-2022       | Al-Hilal        | SPL             | 29         | -28        | KCC             | 4               | -3              | AFC                | 10                 | -6                 | CM+SS       | 2+1         | -2+ -2      | 46     | -41    |
| 2022-2023       | Al-Hilal        | SPL             | 23         | -20        | KCC             | 4               | -2              | -                  | -                  | -                  | CM+SS       | 3+1         | -8+ -1      | 31     | -31    |
| ago.2023        | Al-Hilal        | SPL             | 2          | -2         | -               | -               | -               | -                  | -                  | -                  |             | -           | -           | 2      | -2     |
| Totale Al Hilal | Totale Al Hilal | Totale Al Hilal | 149        | -133       |                 | 21              | -22             |                    | 54                 | -45                |             | 12          | -22         | 236    | -222   |
| 2023-2024       | Al-Ittihad      | SPL             | 12         | -24        | KCC             | 3               | -3              | AFC                | 9                  | -9                 | CM+SS       | 1+3         | -2+ -5      | 27     | -44    |
| 2024-2025       | Al-Shabab       | SPL             | 10         | -13        | KCC             | 2               | -1              |                    | -                  | -                  |             | -           | -           | 12     | -14    |
| Totale carriera | Totale carriera | Totale carriera | 249        | -255       |                 | 56              | -51             |                    | 94                 | -92                |             | 16          | -29         | 414    | -428   |

### Cronologia presenze e reti in nazionale
| Cronologia completa delle presenze e delle reti in nazionale ― Arabia Saudita | Cronologia completa delle presenze e delle reti in nazionale ― Arabia Saudita | Cronologia completa delle presenze e delle reti in nazionale ― Arabia Saudita | Cronologia completa delle presenze e delle reti in nazionale ― Arabia Saudita | Cronologia completa delle presenze e delle reti in nazionale ― Arabia Saudita | Cronologia completa delle presenze e delle reti in nazionale ― Arabia Saudita | Cronologia completa delle presenze e delle reti in nazionale ― Arabia Saudita | Cronologia completa delle presenze e delle reti in nazionale ― Arabia Saudita |
| Data                                                                          | Città                                                                         | In casa                                                                       | Risultato                                                                     | Ospiti                                                                        | Competizione                                                                  | Reti                                                                          | Note                                                                          |
| ----------------------------------------------------------------------------- | ----------------------------------------------------------------------------- | ----------------------------------------------------------------------------- | ----------------------------------------------------------------------------- | ----------------------------------------------------------------------------- | ----------------------------------------------------------------------------- | ----------------------------------------------------------------------------- | ----------------------------------------------------------------------------- |
| 9-10-2010                                                                     | Gedda                                                                         | Arabia Saudita                                                                | 4 – 0                                                                         | Uzbekistan                                                                    | Amichevole                                                                    | -                                                                             |                                                                               |
| 9-9-2013                                                                      | Riad                                                                          | Arabia Saudita                                                                | 1 – 3                                                                         | Trinidad e Tobago                                                             | OSN Cup 2013                                                                  | -2                                                                            | 46’                                                                           |
| 5-3-2014                                                                      | Dammam                                                                        | Arabia Saudita                                                                | 1 – 0                                                                         | Indonesia                                                                     | Qual. Coppa d'Asia 2015                                                       | -                                                                             |                                                                               |
| 29-8-2017                                                                     | Al-'Ayn                                                                       | Emirati Arabi Uniti                                                           | 2 – 1                                                                         | Arabia Saudita                                                                | Qual. Mondiali 2018                                                           | -2                                                                            |                                                                               |
| 5-9-2017                                                                      | Gedda                                                                         | Arabia Saudita                                                                | 1 – 0                                                                         | Giappone                                                                      | Qual. Mondiali 2018                                                           | -                                                                             |                                                                               |
| 7-10-2017                                                                     | Gedda                                                                         | Arabia Saudita                                                                | 5 – 2                                                                         | Giamaica                                                                      | Amichevole                                                                    | -2                                                                            |                                                                               |
| 10-10-2017                                                                    | Jeddah                                                                        | Arabia Saudita                                                                | 0 – 3                                                                         | Ghana                                                                         | Amichevole                                                                    | -3                                                                            |                                                                               |
| 9-5-2018                                                                      | Cadice                                                                        | Arabia Saudita                                                                | 2 – 0                                                                         | Algeria                                                                       | Amichevole                                                                    | -                                                                             |                                                                               |
| 3-6-2018                                                                      | San Gallo                                                                     | Arabia Saudita                                                                | 0 – 3                                                                         | Perù                                                                          | Amichevole                                                                    | -3                                                                            |                                                                               |
| 8-6-2018                                                                      | Leverkusen                                                                    | Germania                                                                      | 2 – 1                                                                         | Arabia Saudita                                                                | Amichevole                                                                    | -2                                                                            |                                                                               |
| 15-6-2018                                                                     | Mosca                                                                         | Russia                                                                        | 5 – 0                                                                         | Arabia Saudita                                                                | Mondiali 2018 - 1º turno                                                      | -5                                                                            |                                                                               |
| 5-9-2019                                                                      | Dammam                                                                        | Arabia Saudita                                                                | 1 – 1                                                                         | Mali                                                                          | Amichevole                                                                    | -1                                                                            |                                                                               |
| 10-9-2019                                                                     | Riffa                                                                         | Yemen                                                                         | 2 – 2                                                                         | Arabia Saudita                                                                | Qual. Mondiali 2022                                                           | -2                                                                            |                                                                               |
| Totale                                                                        |                                                                               | Presenze                                                                      | 13                                                                            |                                                                               | Reti                                                                          | -22                                                                           |                                                                               |

## Palmarès

### Competizioni nazionali
- Campionato saudita: 7

Al Hilal: 2004-2005, 2016-2017, 2017-2018, 2019-2020, 2020-2021, 2021-2022
Al Ahli: 2015-2016
- Coppa del Principe della Corona saudita: 2

Al-Ahli: 2006-2007, 2014-2015
- Coppa del Re dei Campioni: 7

Al Hilal: 2016-2017, 2019-2020, 2022-2023, 2023-2024
Al Ahli: 2010-2011, 2011-2012, 2015-2016
- Supercoppa saudita: 2

Al Hilal: 2018-2019, 2021-2022

### Competizioni internazionali
- AFC Champions League: 2

Al Hilal: 2018-2019, 2020-2021